# Voodoo Dollz
Voodoo Dollz ist eine US-amerikanische Erotikkomödie des Regisseurs Fred Olen Ray unter dem Pseudonym Nicholas Medina, die 2008 als Fernsehproduktion und für den DVD-Markt gedreht wurde.

## Handlung
Christina besucht die „Collinsport School for Girls“, deren Direktorin Miss Anton sie beim Sex mit der Mitschülerin Meg (Kitty Katzu) erwischt. In Folge wird Christina an eine andere Schule, die „Dunwich School for Girls“, geschickt. Dort bezieht sie ein gemeinsames Zimmer mit Maria. Außer Maria und Christina befinden sich aufgrund von Ferien nur noch zwei weitere Schülerinnen (Jilly und Sandra) sowie die Miss Santana, Miss Dambahla und der Hauswart Jeff in der Schule. Maria und Jeff sind ineinander verliebt, jedoch hat sie den einzigen Mann der Schule nicht für sich alleine, sondern muss ihn mit den anderen Mädchen teilen. Da Marias Familie Voodoo praktiziert, erschafft sie für jedes der Mädchen eine Voodoo-Puppe, um sie zu quälen. Als sie versucht, Jilly mithilfe ihrer Magie dazu zu bringen, sich von einer Klippe zu stürzen, kann Jeff im letzten Moment eingreifen.
Christina gerät kurz danach in andere Probleme: Sie wird gefangen und an ein Kreuz gebunden. Miss Dambahla, Miss Santana und auch ihre ehemalige Direktoren Miss Anton sowie Maria huldigen in einem Tempel einem Wesen und planen, Maria als Jungfrau zu opfern. Jeffrey bemerkt zufällig, was vorgeht und eilt auch zu Christinas Rettung. Er setzt den Tempel in Brand und die vier bösen Frauen verbleiben in der abbrennenden Schule.

## Hintergrund
Produziert wurde der Film von Rays Produktionsgesellschaft American Independent Productions und vertrieben durch sein Unternehmen Retromedia Entertainment. Er wurde ab Dezember 2008 mehrfach zu festen Uhrzeiten und „on demand“ bei der Senderkette Cinemax ausgestrahlt. Die DVD erschien am 29. Januar 2009.
Das Gebäude, das als Set für die „Dunwich School for Girls“ dient, wurde auch bereits in Rays Film Ghost in a Teeny Bikini als Kulisse genutzt.

## Rezeption
Bei Tars Tarkas wird der Film mit neun von zehn Punkten sehr positiv rezipiert. Der Film wird als gelungene Parodie auf ältere Filme, die hexende Schulmädchen zeigen, bezeichnet. Auch bei Dr. Gore's Movie Reviews wird der Film als überdurchschnittlich für das Genre bewertet. Voodoo Dollz wird als ein „Triumph Fred Olen Rays“ bezeichnet, insbesondere aufgrund der großen Menge weiblicher Darsteller im Vergleich zu nur einem männlichen Darsteller.